# 日本オイルターミナル

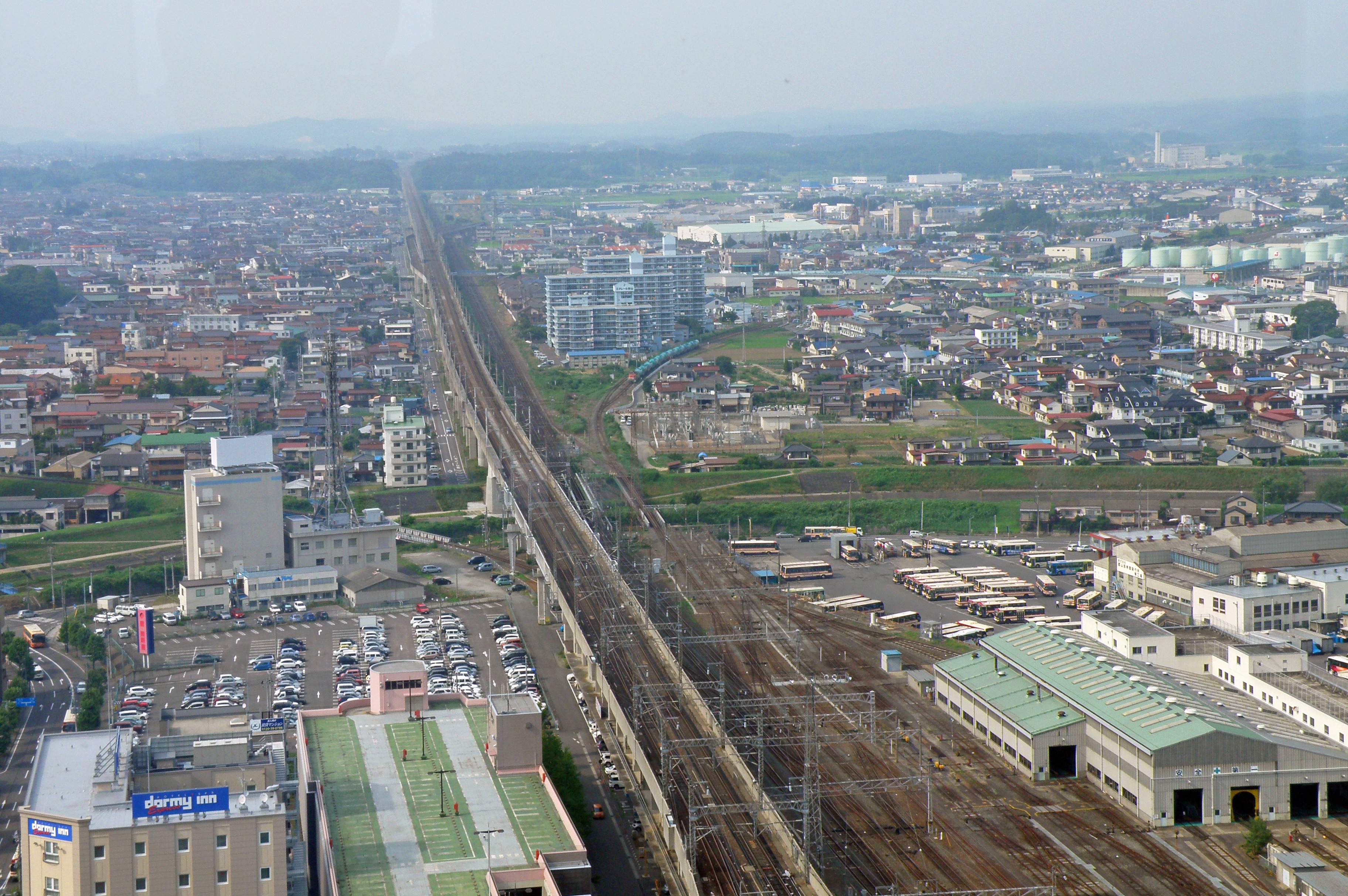
日本オイルターミナル郡山営業所タンク群と専用線上を走る貨車

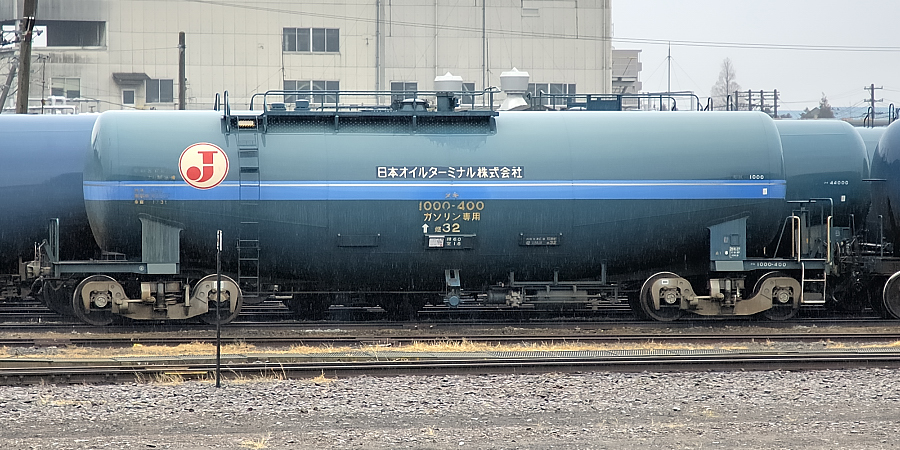
日本オイルターミナルが所有するタキ1000形貨車。タンク体に社名と社紋が標記されている。

日本オイルターミナル株式会社（にほんオイルターミナル 英: JAPAN OIL TERMINAL & LOGISTICS CO.,LTD.）は、鉄道や船舶、タンクローリーを用いる石油製品輸送や、油槽所の管理を行う企業である。日本貨物鉄道（JR貨物）の連結子会社（58.1%）。
略称はOT。英称のJapan Oil Terminalを素直に略すとJOTであるが、この略称を使っているのは同じく石油製品輸送を広く手がけている日本石油輸送（Japan Oil Transportation）である。

## 沿革
- 1966年（昭和41年）10月 - 石油元売業各社と日本国有鉄道の共同出資により設立。
- 1967年（昭和42年）10月 - 高崎・上田営業所営業開始。
- 1968年（昭和43年）12月 - 札幌・郡山営業所営業開始。
- 1971年（昭和46年）10月 - 松本営業所営業開始。
- 1971年（昭和46年）12月 - 宇都宮・八王子営業所営業開始。
- 1981年（昭和56年）1月 - 盛岡営業所営業開始。
- 1993年（平成5年）10月 - オー・エル・エス（OLS）設立。
- 1997年（平成9年）12月 - 高知営業所営業開始。
- 2003年（平成15年）1月 - 累計取扱数量2億キロリットル達成。
- 2004年（平成16年）4月 - ISO9001認証取得。
- 2004年（平成16年）7月 - 北海道カンパニー発足。旭川、帯広営業所営業開始。
- 2005年（平成17年）2月 - 東京都有楽町に本社を移転。
- 2018年（平成30年）1月 - 株式会社オー・エル・エスを吸収合併[2]。

## 事業所（油槽所）
- 札幌営業所 - 北海道札幌市白石区（札幌貨物ターミナル駅構内、休業中）
- 盛岡営業所 - 岩手県盛岡市（盛岡貨物ターミナル駅構内）
- 郡山営業所 - 福島県郡山市（郡山駅付近）
- 宇都宮営業所 - 栃木県河内郡上三川町（宇都宮貨物ターミナル駅構内）
- 高崎営業所 - 群馬県高崎市（倉賀野駅構内）
- 八王子営業所 - 東京都八王子市（八王子駅構内）
- 松本営業所 - 長野県松本市（南松本駅構内）
- 高知営業所 - 高知県高知市

## 営業終了した事業所（油槽所）
- 上田営業所 - 長野県上田市（西上田駅構内）（2011年3月31日営業終了）
- 旭川営業所 - 北海道旭川市（北旭川駅付近）（2012年5月31日営業終了）
- 帯広営業所 - 北海道帯広市（帯広貨物駅付近）（2012年5月31日営業終了）

## 関係会社
- 株式会社サポートオーティー - 石油製品関連物資の輸送、OT保有機械類の修理
- 日本オイルデリバリー株式会社 - タンクローリー輸送
- 宇都宮ターミナル運輸株式会社 - 宇都宮貨物ターミナル駅の業務受託